# Skeleton nos Jogos Olímpicos de Inverno de 2014
As competições de skeleton nos Jogos Olímpicos de Inverno de 2014 foram realizadas no Centro de Sliding Sanki, localizado na Clareira Vermelha, em Sóchi, entre 13 e 15 de fevereiro.

## Programação
A seguir está a programação da competição para os dois eventos da modalidade.
Horário local (UTC+4).
| Data            | Horário | Evento                           |
| --------------- | ------- | -------------------------------- |
| 13 de fevereiro | 11:30   | Individual feminino – descida 1  |
| 13 de fevereiro | 12:40   | Individual feminino – descida 2  |
| 14 de fevereiro | 16:30   | Individual masculino – descida 1 |
| 14 de fevereiro | 18:00   | Individual masculino – descida 2 |
| 14 de fevereiro | 19:40   | Individual feminino – descida 3  |
| 14 de fevereiro | 20:50   | Individual feminino – descida 4  |
| 15 de fevereiro | 18:45   | Individual masculino – descida 3 |
| 15 de fevereiro | 20:15   | Individual masculino – descida 4 |

## Medalhistas
| Evento                        | Ouro                           | Prata                                | Bronze                             |
| ----------------------------- | ------------------------------ | ------------------------------------ | ---------------------------------- |
| Individual masculino detalhes | Alexander Tretiakov RUS Rússia | Martins Dukurs LAT Letônia           | Matthew Antoine USA Estados Unidos |
| Individual feminino detalhes  | Lizzy Yarnold GBR Grã-Bretanha | Noelle Pikus-Pace USA Estados Unidos | Elena Nikitina RUS Rússia          |

## Doping
Em 22 de novembro de 2017 os russos Alexander Tretiakov (ouro no masculino) e Elena Nikitina (bronze no feminino) foram desclassificados por violações de doping. No entanto o Tribunal Arbitral do Esporte anulou essa decisão em 1 de fevereiro de 2018 e retornou as medalhas aos atletas russos.

## Quadro de medalhas
| Ordem | País               | Medalha de ouro | Medalha de prata | Medalha de bronze |   | Ordem por total |
| ----- | ------------------ | --------------- | ---------------- | ----------------- | - | --------------- |
| 1     | RUS Rússia         | 1               |                  | 1                 | 2 | 1               |
| 2     | GBR Grã-Bretanha   | 1               |                  |                   | 1 | 3               |
| 3     | USA Estados Unidos |                 | 1                | 1                 | 2 | 1               |
| 4     | LAT Letônia        |                 | 1                |                   | 1 | 3               |
| TOTAL | TOTAL              | 2               | 2                | 2                 | 6 | —               |